# Angus Macnab
Angus Macnab (Londres, 1906 — 1977) foi um escritor inglês especializado na Espanha medieval.

## Biografia
Nascido de ancestrais scots neo-zelandeses, recebeu educação clássica na escola pública de Rugby e no Christ Church College, em Oxford. Foi um tradutor talentoso de poesia grega e latina, mas escolheu como profissão o magistério. Interessou-se pela Espanha em 1936 e, após a Segunda Grande Guerra, quando serviu como motorista voluntário de ambulância, aprendeu o Espanhol e decidiu fazer da Espanha seu lar. Lá, escreveu seu clássico sobre a civilização hispano-árabe, Spain under the Crescent Moon ("A Espanha sob o Crescente"). Lá também destilou o perenialismo com a neo-escolástica católica, recebida de Chesterton.
Por vários anos viveu, com sua mulher irlandesa e três filhos, na encantadora Plaza de Santo Tomé, em frente à igreja de mesmo nome na histórica cidade de Toledo. Lá, recebeu visitantes ilustres de todo o mundo, entre eles os romancistas Evelyn Waugh e James Michener, o músico e tibetologista Marco Pallis, o editor Tom Burns e o autor perenialista William Stoddart.
De temperamento afável e despretensioso, Macnab era capaz de falar entusiasticamente, durante horas, sobre reis e sultões, místicos cristãos e sufis muçulmanos, arte, literatura, história e religião. 	
Em 1938, sob a influência de G. K. Chesterton e Hilaire Belloc, Angus Macnab abraçou a neo-escolástica e o Catolicismo tradicional. Para alguns, isto poderia ser uma camisa de força intelectual, mas, operando em conjunto com suas raízes clássicas e com sua assimilação posterior da Filosofia Perene de René Guénon e Frithjof Schuon, tal escolha propiciou a Macnab uma refinada ferramenta filosófica para o exame das culturas tradicionais da Espanha medieval, a cristã e a islâmica.
Os frutos de seu trabalho neste campo foram dois livros estimulantes: Spain under the Crescent Moon (“A Espanha sob o Crescente”), publicado por Fons Vitae em 1999, e Toledo, Sacred and Profane (“Toledo: Sagrada e Profana”), publicado parcialmente nas páginas da revista inglesa Studies in Comparative Religion, para a qual contribuiu entre 1965 e 1968. É também autor de Bulls of Iberia (Londres, Heinemann, 1957).
Em seus livros e artigos, Macnab aplicou a abordagem perenialista de Guénon e Schuon (Macnab visitou Schuon em Lausanne, em 1957, e esteve em contato com ele até sua morte, em Madri, em 1977) às civilizações tradicionais da Espanha medieval. Spain under the Crescent Moon, também publicado em espanhol pela editora Olañeta, sob o título de España bajo la media luna, é tido como o mais fascinante livro sobre a Espanha moura desde Tales of Alhambra, de Washington Irving. Ainda mais importante, o livro é altamente relevante em razão do desafio contemporâneo representado pelas relações do Ocidente com o mundo islâmico. A história de Al-Andalus mostra que a questão não é nova; além disso, as soluções alcançadas durante os sete séculos de coexistência islamo-crística foram mais inteligentes e mostraram mais bom-senso do que as superficialidades e os preconceitos tão comuns hoje em dia.